# Pi Tauri
Pi Tauri (π Tau / 73 Tauri / HD 28100 / HR 1396) es una estrella en la constelación de Tauro de magnitud aparente +4,69.
Se encuentra a una distancia aproximada de 455 años luz respecto al sistema solar.
Pi Tauri es una gigante amarilla de tipo espectral G7IIIa con una temperatura efectiva de 5011 K.
Aunque semejante a otras gigantes como Capella A (α Aurigae), Vindemiatrix (ε Virginis) u ο Tauri —esta última también en Tauro—, emite mayor cantidad de radiación que muchas de ellas; así, es 4 veces más luminosa que Capella A o Vindemiatrix, y 324 veces más luminosa que el Sol.
Pi Tauri tiene un radio 30 veces más grande que el radio solar, valor obtenido a partir de la medida directa de su diámetro angular —1,55 milisegundos de arco—.
Al igual que otras gigantes, gira sobre sí misma lentamente, siendo su velocidad de rotación proyectada de 4,96 km/s.
Su metalicidad es comparable a la solar ([Fe/H] = -0,08).
Posee una masa casi 4 veces mayor que la masa solar y su edad se estima en sólo 170 millones de años.